# Valea Stânei (okręg Buzău)
Valea Stânei – wieś w Rumunii, w okręgu Buzău, w gminie Sărulești. W 2011 roku liczyła 156 mieszkańców.